# Symphylella rossi
Symphylella rossi är en mångfotingart som beskrevs av Michelbacher. Symphylella rossi ingår i släktet findvärgfotingar, och familjen slankdvärgfotingar. Inga underarter finns listade i Catalogue of Life.